# Mithras

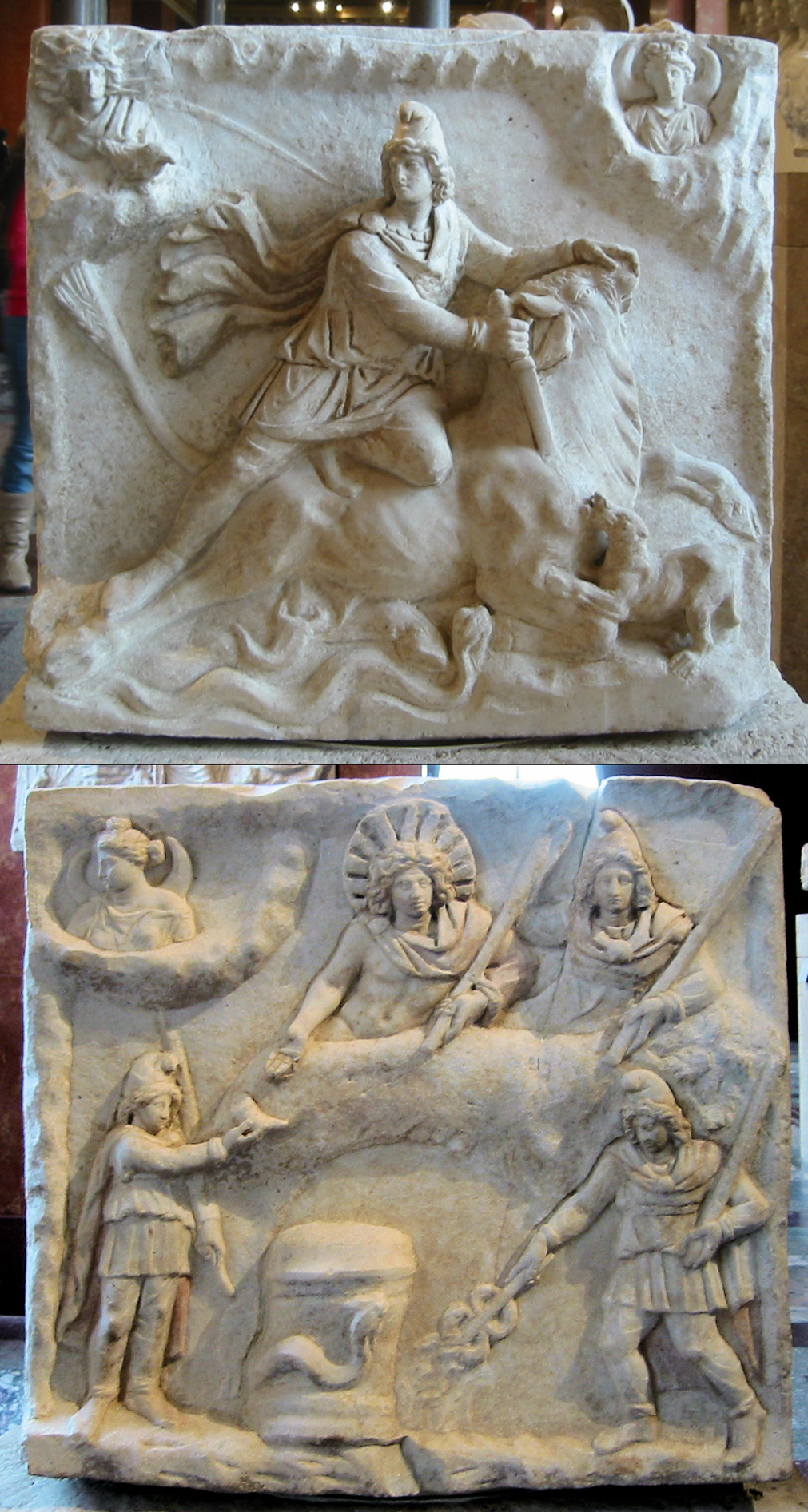
Mithras förrättar ett tjuroffer. Romersk relief i marmor från 100- eller 200-talet.

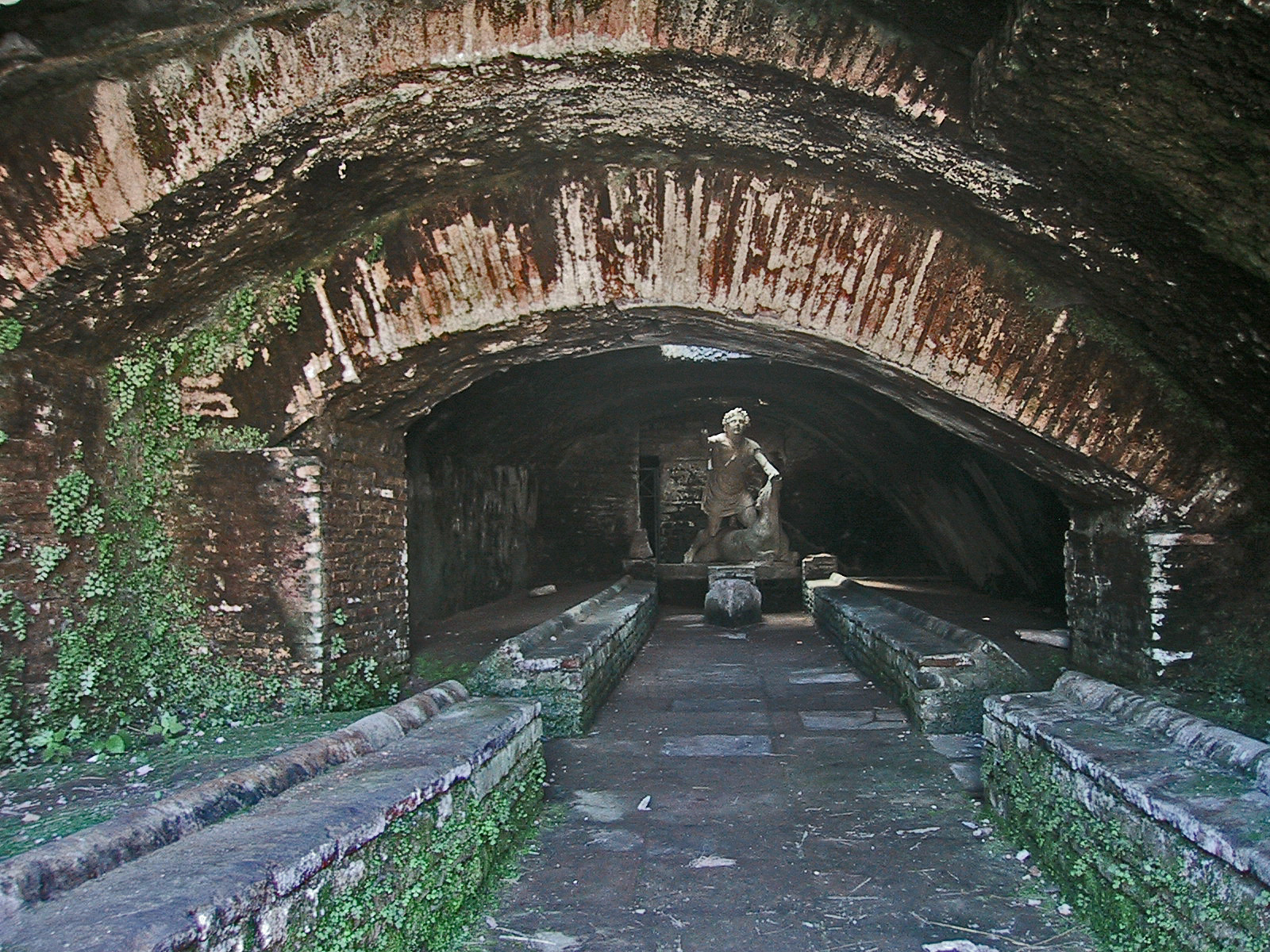
Ett mithraeum i Ostia Antica, Italien.

Mithras var en gudsgestalt i det sena Romarriket. Den tidigaste dateringen av tillbedjan av den romerske Mithras kan spåras till 100 e.Kr. vilket innebär att han tillbads parallellt med den framväxande kristendomens Kristus. 
Mithras gestaltades ofta slaktande en tjur som tillskrivits central betydelse i myterna om honom. (Se Ahriman). Uppgifter om rituella tjuroffer och bloddop förekommer också men är förmodligen spekulativa. Mithras förmodas vara en inomromersk vidareutveckling och omtolkning av den persiske guden Mithra, men delar i bildframställningar även drag av Perseus. Mycket lite textmaterial finns bevarat från den s.k. Mithraskulten och de uppgifter som finns baseras sig nästan helt på tolkningar av bilder och arkeologiska lämningar. Kopplingen till Persien finns då i form av bilder av en yngling i persisk dräkt som starkt påminner om betydligt äldre bilder av guden Shamash i Parthien i nuvarande Iran. Det finns väldigt lite information om nedgången av religionen, men många religioner gjordes olagliga 394.
Det är sedan Gerald Masseys tid populärt att hävda gemensamma drag mellan Mithras och den fornkristne Jesus. Påstådda likheter med Kristus är: 
- De sades vara födda i en grotta. Grottan är inte belagd i Nya Testamentet utan förekommer först i Barnabasbrevet från början av 100-talet. Mithras syns på reliefer "födas" fullvuxen ur ett berg (inte en grotta) med en dolk och en fackla. Däremot använde mithrasmysterierna grottor som samlingssalar.
- De sades vara födda genom jungfrufödelse, ett argument som måste vidga definitionen av jungfrufödelse till att födas fullvuxen ur en klippa.
- De tillbads som son till den högste guden. Från en hymn i ett av Paulus' brev i Nya Testamentet framkommer emellertid att Kristus tillbeds som Herren Gud själv (Filipperbrevet 2:6-11), och den romerska Mithrasgestaltens tänkta släktförhållanden med andra gudomar är okända.
- I mithrasritualerna brukades sedan 100-talet vatten och bröd. Inom kristendomen brukades sedan ett drygt halvsekel tidigare vin och bröd, som klart och tydligt bygger på den judiska påskhögtiden och den judiska sabbatsmåltiden. Redan de kristna apologeterna Justin Martyren och Tertullianus påpekar på 100- och 200-talet likheterna mellan den kristna nattvarden och Mithrasdyrkan, och ville genom överdrifter själva få dessa till sataniska imitationer. Gemensamma måltider återfinns emellertid i nästan alla religiösa församlingar.
- Båda sades vara födda 25 december. Denna födelsedag är inte belagd för någon av dem. Den 25 december infördes som firande av Jesus' födelse först på 300-talet [källa behövs] för att ersätta den solfest som sedan år 274 firades till Sol Invictus ära den dagen. I bildkonsten om Mithras är Sol Invictus hans bordskamrat och vagnssven, och de är två separata gestalter (som samarbetar) inom mithrasmysterierna.

En stor skillnad mellan Mithraskulten och Kristendomen var att Mithraskulten var exklusivt manlig och indelat i hemliga loger. Ett komplicerat system av invigningsriter graderade tillbedjarna (NE kallar dem: Korp, Brudgum, Soldat, Lejon, Perser, Sollöpare och Fader). Flera kejsare lär ha varit kopplade till kulten och Mithras vann stor popularitet bland romerska legionärer. Han tillbads i grottliknande tempel kallade mithraea över hela imperiet och omgavs av en så kallad mysteriekult.